# Congratulations (album MGMT)
Congratulations è il secondo album in studio del gruppo musicale statunitense MGMT, pubblicato il 13 aprile 2010 dall'etichetta discografica Columbia.

## Tracce
Limited Edition - CD (Columbia 88697673392 (Sony) / EAN 0886976733926)
Testi e musiche di Andrew VanWyngarden, Ben Goldwasser.
1. It's Working – 4:06
2. Song for Dan Treacy – 4:09
3. Someone's Missing – 2:29
4. Flash Delirium – 4:15
5. I Found a Whistle – 3:40
6. Siberian Breaks – 12:09
7. Brian Eno – 4:31
8. Lady Dada's Nightmare – 4:31
9. Congratulations – 3:54

Durata totale: 43:44
Extra
1. Scratch Off cover
2. Custom Coin
3. 32 page booklet

## Classifiche
| Classifica        | Posizione raggiunta |
| ----------------- | ------------------- |
| Regno Unito       | 4                   |
| Irlanda           | 5                   |
| Australia         | 9                   |
| Belgio (Fiandre)  | 11                  |
| Nuova Zelanda     | 14                  |
| Belgio (Vallonia) | 19                  |
| Paesi Bassi       | 26                  |